# Цеханув
Цеха́нув (пол. Ciechanów, чит. Чєха́нуф) — місто в центральній Польщі, на річці Лидиня, близько 100 км на північ від Варшави. Адміністративний центр Цеханівського повіту Мазовецького воєводства.

## Археологічні знахідки
Під час проведення археологічних досліджень на городищі, яке розташоване на Фарській Гурі, були знайдені докази існування тут поселення в VII ст. На північ від городища віднайшли сліди підміського поселення, трохи далі — цвинтар ХІІ ст

## Історія
За легендою, місто у праслов'янські часи заснував Цехан. Перша письмова згадка про Цеханув (власне про цеханувський замок — лат. castrum) походить в документі Болеслава Сміливого для могиленських бенедиктинів за 1065 рік. У середині ХІІІ ст. в місті вже був каштелян. 1337 року Цеханув був знищений під час нападу великого литовського князя Ольгерда.
Під час російської окупації частини Польщі Цеханув був центром повіту Плоцької губернії.
У міжвоєнні роки у місті перебували інтерновані воїни армії УНР, діяв відділ Українського Центрального Комітету.

## Демографія
Демографічна структура станом на 31 березня 2011 року:
|          | Загалом | Допрацездатний вік | Працездатний вік | Постпрацездатний вік |
| -------- | ------- | ------------------ | ---------------- | -------------------- |
| Чоловіки | 21756   | 4213               | 15608            | 1935                 |
| Жінки    | 23725   | 3864               | 14945            | 4916                 |
| Разом    | 45481   | 8077               | 30553            | 6851                 |

## Пам'ятки

### Збережені
- Цеханувський замок
- Фарний костел
- Ратуша
- Костел поавгустинський

### Втрачені
- Костели святої Маргарити, Святого Духа, святого Петра
- Кам'яниці Гіньчів (пол. Hińczów), Ветшиховська (пол. Wietrzychowska)
- Варшавська брама (мурована)

## Транспорт
Через місто проходять:
- залізниця
- крайова дорога № 60

## Міста-партнери
- Хмельницький  Україна
- Брезно  Словаччина
- Гальденслебен  Німеччина
- Медон  Франція

## Відомі люди

### Народилися
- Тишкевич Анджей (нар. 1949) — польський військовий і політичний діяч, нащадок графського роду Тишкевичів.[8]

### Пов'язані з містом
- Александер Кіцький — підсудок, підкоморій цеханувський[9]
- Ян Францішек Любовецький — стольник цеханувський[10]

### Старости цеханувські
- Кшиштоф Ніщицький — з 6 листопада 1576 року[11]
- Якуб Флоріан Нажимський — з 1718 року[12]